# Pseudorhombus polyspilos
Pseudorhombus polyspilos är en fiskart som först beskrevs av Bleeker, 1853.  Pseudorhombus polyspilos ingår i släktet Pseudorhombus och familjen Paralichthyidae. Inga underarter finns listade i Catalogue of Life.